# Hansruedi Wandfluh

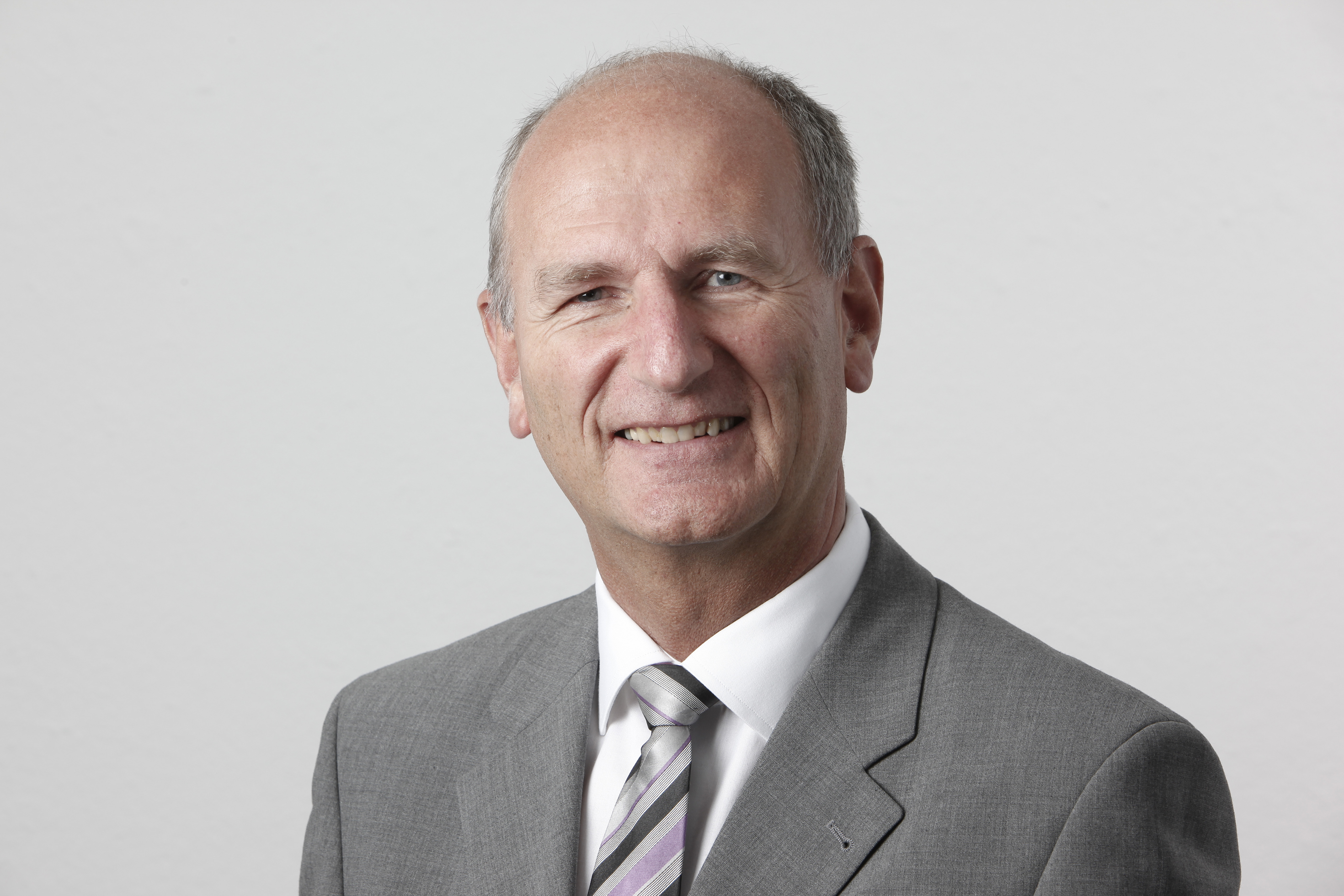
Hansruedi Wandfluh

Hansruedi Wandfluh (* 16. Januar 1952 in Bern, heimatberechtigt in Kandergrund) ist ein Schweizer Politiker (SVP).

## Leben und politische Ämter
Nach erfolgreich absolviertem Studium zum Ingenieur ETH sass der in den Bereichen der Elektronik und Hydraulik tätige Unternehmer zwischen 1998 und 1999 im Grossen Rat des Kantons Bern, bevor er bei den Wahlen 1999 in den Nationalrat gewählt wurde. Er war Präsident der Kommission für Wirtschaft und Abgaben des Nationalrates und Vizepräsident der SVP-Bundeshausfraktion. Ende des Jahres 2014 trat er zurück.
Wandfluh ist ein wertkonservativer und zurückhaltend wirtschaftliberaler Politiker. Er befürwortet eine restriktive Migrationspolitik und macht sich für Law and Order stark. Er steht Forderungen nach mehr Umweltschutz oder einer weiteren aussenpolitischen Öffnung der Schweiz sehr kritisch gegenüber.
Der Unternehmer ist Offizier der Schweizer Armee im Grad eines Oberleutnants.
Hansruedi Wandfluh ist verheiratet und hat drei Kinder.